# Frances H. Arnold
Frances H. Arnold (født 25. juli 1956) er en amerikansk kemiingeniør, biologisk ingeniør og biokemiker. Hun modtog nobelprisen i kemi i 2018 for sin arbejde med styret evolution til at skabe enzymer.